# Ursula Lamb
Ursula Lamb (Essen, 15 de janeiro de 1914 - Tucson, 8 de agosto de 1996) foi uma historiadora com foco no período da exploração naval europeia e na América Latina colonial. Foi a primeira mulher a receber o Distinguished Service Award, da Conferência sobre História Latino-Americana. Também foi professora da Universidade de Yale e professora emérita da Universidade do Arizona.

## Biografia

### Vida pessoal
Nasceu no dia 15 de janeiro de 1914, na cidade de Essen, na Alemanha. Estudou História da Arte entre 1933 e 1935, na Universidade Kaiser Wilhelm de Berlim. Por seu ativismo contra o regime ditador de Hitler, sua família a persuadiu a viver no Estados Unidos, onde estudou como aluna de intercâmbio na Smith College, fez mestrado na Universidade da California em Berkeley e pós-graduação na Universidade da Columbia, finalizando em 1949. Casou-se com Willis Lamb em 1939. Faleceu em Tucson, no dia 8 de agosto de 1996.

### Carreira
Publicou a sua primeira obra em 1956, Frey Nicolás de Ovando, Gobernador de las Indias, 1501-1509, que trata sobre a administração de Nicolás de Ovando como governador das Indias durante a colonização espanhola. Na década de 1970, editou e publicou em inglês o manuscrito Libro de Cosmographia (1538) de Pedro de Medina. E publicou diversas obras sobre a exploração marítima europeia e a América Latina no período colonial.
Foi professora na Barnard College entre 1943 a 1951. Trabalhou como tutora na Brasenose College da Universidade de Oxford em 1959 e 1960; Entre 1961 e 1973 foi professora e historiadora associada na Universidade de Yale; Em 1974, começou a trabalhar como professora na Universidade do Arizona, se aposentando como professora emérita em 1984.
Entre 1976 e 1980, durante o período em que trabalhava na Universidade do Arizona, também atuou como editora da Hispanic American Historical Review. Entre 1975 e 1977, foi presidente da Sociedade para a História dos Descobrimentos; atuou por duas vezes como representante dos Estados Unidos em comissões internacionais sobre a história marítima; e foi membro no Comitê dos 500 anos do Descobrimento da América.

## Obras
- 1956 - Frey Nicolás de Ovando, Gobernador de las Indias, 1501-1509.[1][3]
- 1969 - Science by Litigation: A Cosmographer's Feud.[3]
- 1969 - The Quarti Partita en Cosmographia by Alonso de Cháves: An Interpretation.[3][6]
- 1980 - Martín Fernández de Navarrete clears the deck: The Spanish Hydrographic Office 1802–24.[3][7]
- 1984 - Nautical scientists and their clients in Iberia (1508-1624).[8]
- 1995 - Cosmographies and Pilots of the Spanish Maritime Empire.[1][3]
- 1995 - The Globe Encircled and the World Revealed.[1][3]

## Prêmios
- 1990 - Distinguished Service Award.[1][9]